# Iperit
Iperit (tudi gorčični plin) je bojni plin iz družine mehurjevcev.
Čisti iperit je oljnata tekočina brez vonja in barve, industrijsko pridobljen pa je temno rumene barve z vonjem podobnim gorčici ali hrenu. Iperit slabo hlapi, zato ga je možno zelo uspešno uporabiti v tekoči ali parni obliki. Plin se dolgo zadržuje v zraku, na zemlji in v zaprtih prostorih. Zelo hitro tudi prodira skozi vrsto različnih materialov, kot so tekstil, lepenka, tanka guma, koža itd. Je zelo obstojen pri nizkih temperaturah (tudi do en teden), pri višjih pa se poveča koncentracija par v zraku. Iperit je težji od vode – se zadržuje na dnu in se postopoma raztaplja, zato je voda dolgotrajno kontaminirana. Srednji smrtni odmerek LCt50 znaša od 1,500 mg*min/m3, LD50 pa 4,500 mg/kg telesne mase.